# 서유기

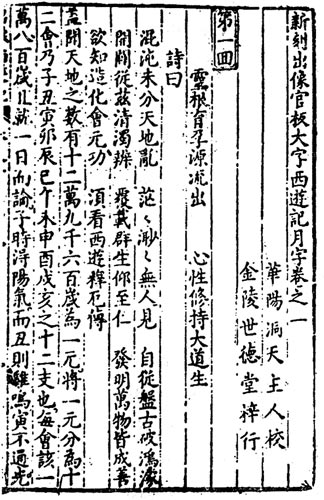
16세기 중국 목판본 서유기

《서유기》(중국어 정체자: 西遊記, 병음: Xīyóu Jì)는 중국 명나라 시기의 장편소설이다. 전 100회로, 오승은(吳承恩, 1500-1582)의 작품으로 알려져 있다. 오승은은 회안(淮安) 사람으로서 그의 시문집도 남아 있으며, 서유기 작가라는 증거가 충분한 것은 아니다.
삼장법사(三藏法師)가 천축(天竺)으로 가는 길을 답파하여 중국에 경전을 구하여 온다는 이야기의 골자는 당의 고승인 현장(600-664)의 역사적 장거 실록으로 현장의 《대당서역기》(大唐西域記), 혜립(慧立)의 〈대자은사 삼장법사전〉 (大慈恩寺三藏法師傳) 등에 따른 것으로, 소설의 대부분(제13-100회)은 요마(妖魔)에서 발을 씻은 손오공(孫悟空), 저오능(猪悟能), 사오정(沙悟淨)의 세 제자가 연달아 나타나고 기상천외의 요마들과 갖가지 싸움을 벌이는 '81난(難)'의 이야기이다. 토속의 환담(幻談)에 문인의 각색이 첨가되어 공상 세계가 확대되었을 뿐만 아니라, 세태 인정을 파헤치고 정치의 비판에까지 이르는 성숙된 인간학이 담겨 있다.
《서유기》는 중국 민간 종교, 중국 신화, 중국 불교, 유교, 도교와 불교 민속에 깊은 뿌리를 두고 있으며, 도교 신선들과 불교 보살들의 만신전은 오늘날에도 여전히 특정한 중국의 종교적 태도를 반영하고 있으면서, 많은 현대 만화, 게임, 애니메이션 시리즈의 영감이 되고 있다. 지속적으로 인기를 얻고 있는 이 소설은 희극적인 모험 이야기인 동시에 중국 관료제에 대한 유머러스한 풍자이며, 영적 통찰의 원천이자, 확장된 우화이다.

## 구조
서두 부분(제1-9회)은 오공의 전신인 제천대성(齊天大聖)이 천계(天界)를 대혼란에 빠뜨리는 통쾌한 이야기로서 여래(如來)의 법력(法力)에 의한 조복(調伏)에서부터 서천취경(西天取經)으로 연결되는데, 제천대성이라는 요원(妖猿)에 대해서는, 인도에서 나온 것으로 생각되고 있는 원장 오공(猿將悟空)과 별개의 전승(傳承)을 외국의 소설이나 설화에서 찾아볼 수가 있다. 이 소설에도 그 긴 형성사(形成史)를 증명할 자료가 몇 가지 남아 있으며, 가장 주목할 것으로 <대당삼장취경시화(大唐三藏取經詩話)> 3권이 있다. 남송의 간본(刊本)으로 추정되며, 매우 간략한 행문(行文)이면서도 백의수재(白衣秀才) 모습의 '후(=원숭이) 행자(行者)'가 삼장법사를 도와 신통력(神通力)을 발휘하는 이야기를 17회에 걸쳐서 엮고 있다. 그 후 명초 양경현(楊景賢)의 희곡 <서유기>에 이르러 소설의 줄거리는 이미 대강 완성되었다고 할 수 있다. 이 전후에 신선과 요마가 싸우는 연극이 유행하고 있는 것은 유(儒)·불(佛)·선(仙)의 '삼교합일(三敎合一)'이라고 하는 통속 신학의 침투와 깊은 관계가 있으며, 소설 <서유기>의 완성도 그 풍조에 따른 것으로서, <봉신연의(封神演義)>나 <평요전(平妖傳)>을 포함한 이 계열을 루쉰(魯迅) 이후 신마(神魔) 소설이라고 부르고 있다.

## 등장 인물
- 손오공
- 저팔계
- 사오정
- 금각대왕과 은각대왕(원래 화로를 지키는 동자였음)
- 백골부인
- 현장(삼장)
- 옥황상제
- 타용
- 용왕
- 우마왕
- 서왕모
- 태상노군
- 탁탑천왕
- 나타태자
- 태백금성
- 이십팔수
- 이랑진군
- 수보리
- 수성

## 등장 도구
- 인삼과(먹으면 불사가 될 수 있다는 사람 모양의 상상의 열매)
- 옥정병
- 자금방울
- 긴고아
- 여의봉

## 줄거리
서유기는 손오공이 하늘나라에 죄를 짓고 오행산에 감금되는 이야기와 삼장법사가 손오공을 제자로 삼고 천축으로 불경을 구하러 가는 도중에 벌어지는 이야기로 구성되어 있다.
- 손오공은 돌에서 태어난 원숭이의 왕으로 구름을 타고 하늘을 날며 갖가지 도술을 하는 영물이었다. 용궁에 가서 여의봉을 얻고 하늘의 신선과 천신들과 맞써 싸워도 물러서지 않을 정도였기에 옥황상제가 제천대성으로 봉하고 달래었으나 오히려 더욱 오만하게 되어 석가여래에 의해 오행산에 감금되었다.
- 오백년이 흐른 뒤 현장은 천축으로 불경을 구하러 가는 길에 관음보살의 도움으로 손오공을 제자로 삼아 같이 가게 되었다. 여정 중에 저팔계, 사오정 등을 제자로 두고 우마왕과 같은 요괴들을 물리치며 천축에 도착하여 석가여래를 만나 깨달음을 얻게 된다.

## 서유기를 바탕으로 만든 작품
- 일본: 애니메이션 별나라 손오공, 드래곤볼, 파타리로 서유기 등이 이 서유기를 원작으로 하여 만들어졌다. 그리고 최유기라는 애니메이션도 제작되었다.
- 한국: 대한민국에 서유기를 바탕으로 만든 만화책/애니메이션은 허영만 화백의 날아라 슈퍼보드, 故 고우영 화백의 서유기(자음과 모음), 이말년 화백의 이말년 서유기, 리틀팍스가 제작한 Journey to the west, 아울북에서 출간한 마법천자문 시리즈 등이 있다. 드라마 화유기(오연서, 이승기, 차승원, 이홍기 등)도 서유기를 바탕으로 만들어졌다.
- 중국: 유진위(劉鎮偉) 감독, 주성치 주연의 영화 서유기: 월광보합, 서유기: 선리기연 이 있다. 또 화유기라는 드라마도 제작되었다.

## 참고 문헌
- 이 문서에는 다음커뮤니케이션(현 카카오)에서 GFDL 또는 CC-SA 라이선스로 배포한 글로벌 세계대백과사전의 내용을 기초로 작성된 글이 포함되어 있습니다.